# 卷花丹属
卷花丹属（学名：Scorpiothyrsus）是野牡丹科下的一个属，为直立亚灌木植物。该属共有6种，全部产自中国海南岛及广西南部。